# Duitse staande hond (korthaar)
De Duitse staande hond (korthaar) is een hondenras dat oorspronkelijk gefokt is als zeer veelzijdige gebruikshond voor de jacht.
Zijn verschijning is die van een harmonisch gebouwde hond die een krachtige, snelle indruk maakt en een edele uitstraling heeft. Hij is betrouwbaar en evenwichtig met een kalm temperament, werklustig en bereidwillig zonder zenuwachtig en dwingend te zijn.
Schofthoogte van de reuen: 62 tot 66 centimeter, teven: 58 tot 63 centimeter. Het gewicht varieert van 25 tot 35 kilogram.

## Rasbeschrijving

### De Duitse staande korthaar
Er zijn verschillende theorieën over de herkomst van de Duitse staande korthaar. Een theorie is dat de Duitse brak hond de stamvader van dit ras zou zijn. Dan is er nog de theorie dat de korthaar afstamt van de alans, dogachtige honden uit de tijd van het Romeinse Rijk. Vast staat dat Duitsland het land van oorsprong is. Dr. Kleeman verdedigde zijn opvatting dat de oorsprong van de korthaar de Spaanse pointer was, later gekruist met de hound. In de jaren 20 kwam het ras in Duitsland weer tot volledige bloei. 
In 1897 werd het eerste stamboek van het "Deutsch Kurzhaar Verband" uitgegeven, waarin de eerste rasstandaard van de korthaar werd beschreven.  

#### Kenmerken
De Duitse staande korthaar is een edele verschijning, die snelheid, kracht en uithoudingsvermogen uitstraalt, heeft uitstekende jachtkwaliteiten en beschikt over een grote veelzijdigheid. Het is een intelligente hond met een goed inschattingsvermogen. Ook is het een hond met een sterk karakter die vrij veel initiatief ontplooit, maar ook uitstekend voldoet als gezelschapshond, mits men rekening houdt met zijn karakter en zijn behoefte aan beweging en energie.

#### Jachteigenschappen
De korthaar is een allround jachthond, die prachtig werk kan laten zien, zowel voor als na het schot. Het is een ruim jagende hond die op een indrukwekkende manier wild kan aantrekken, vastzetten en voorstaan. Als apporteur is hij zeer betrouwbaar, ook als het gaat om ziek geschoten wild, zowel bij de jacht op klein wild als op waterwild. Door zijn bouw en snelheid is hij uitermate geschikt voor de vlakjacht. Net zo gemakkelijk kan hij als zweethond worden ingezet. 
Kortom, de korthaar is een energieke, onvermoeibare, zorgvuldige en stijlvolle jager en een betrouwbaar apporteur. Hij getuigt dan ook van een groot jachtverstand en is een echte vriend en jachtkameraad.

## Beknopte historie
De historie van de Duitse korthaar begint met honden die bij de jacht met een net op veerwild, vooral in de Middellandse Zeelanden, en bij de valkenjacht werden ingezet. Via Frankrijk, Spanje en Vlaanderen kwam de voorstaande hond bij de Duitse vorstenhoven. 
De belangrijkste eigenschap van deze hond was het vermogen om voor te staan. Nog meer werd een voorstaande hond vereist nadat het eerste dubbelloopsgeweer beschikbaar kwam (1750). Voor de hond werd pluimwild (gevogelte) in de vlucht neergeschoten. Dat was het begin van de overgangsperiode van een zuivere voorstaande hond tot een veelzijdige gebruikshond voor de jacht. Als beslissende basis voor de opbouw en de ontwikkeling van de fokkerij verschijnt sinds 1897 het Zuchtbuch Deutsch-Kurzhaar (Fokboek Duits Korthaar). Het was Prins Albrecht zu Solms-Braunfeld die raskenmerken, beoordelingregels van de lichaamsvorm, en ten slotte ook eenvoudige keuringsregels voor jachthonden opstelde. Tegenwoordig doorloopt de Duitse korthaar een zeef van een uiterst bijgeschaafd fok- en keuringsreglement. In de rasstandaard is vastgelegd hoe de gesteldheid van de veelzijdige gebruikshond voor de jacht moet zijn. Dat maakt hem in staat tot op hoge leeftijd  aan alle eisen van de jacht te voldoen. 

## Algemeen beeld
Edele, harmonische hond, waarvan de lichaamsbouw instaat voor kracht, uithoudingsvermogen en snelheid. Eerlijke houding, vloeiende belijning, droog hoofd, goed gedragen staart, strakke, glanzende vacht en ruim uitgrijpende harmonische bewegingen onderstrepen zijn adel. 
Belangrijke verhoudingen: de lengte van de romp moet de hoogte van de schoft een beetje overtreffen. 
Gedrag / karakter (aard): vast, evenwichtig, betrouwbaar, ingetoomd temperament, noch zenuwachtig, schuw of agressief. 
Hoofd: droog, markant, niet te licht noch te zwaar; in sterkte en lengte in overeenstemming met de lichaamsvorm en geslacht. 
Bovenkant van het hoofd: 
Schedel: voldoende breed, vlak gewelfde schedel, zwak uitkomende achterhoofdsknobbel, niet te diepe plooi in het voorhoofd, duidelijk gevormde wenkbrauwbogen. 
Stop: slechts matig gevormd. 
Aangezichtschedel: 
Zachte deel van de neus: (Nasenschwamm) iets vooruitspringend, neusgaten voldoende wijd open, breed en beweeglijk. In beginsel bruin, bij zwarte honden of bij zwartschimmel echter zwart. Slechts bij een witte grondkleur is een vleeskleurige of een gevlekte neus toegestaan. 
Vang: lang, breed, diep en krachtig, om de hond het op de juiste manier dragen van het wild te vergemakkelijken. De neusrug toont van opzij gezien een lichte welving die in alle overgangen voorkomt, van een edel gevormde ramsneus tot een geringe verhoging over de rechte lijn, hetgeen bij reuen sterker tot uitdrukking komt. De eveneens nog toegestane geheel rechte neusruglijn is minder aansprekend, een doorgebogen (holronde) neusrug is een zware fout. 
Lippen: aanliggend, niet te sterk overhangend, goed met pigment. De lippen vallen van de neus tot het scheidingspunt bijna loodrecht naar beneden, gaan dan in een vlakke boog naar de matig tot uitdrukking komende mondhoek. 
Kaak / tanden: krachtige kaak met een volmaakt, regelmatig en compleet schaargebit, waarbij de bovenste rij snijtanden zonder tussenruimte over de onderste moeten grijpen en de tanden moeten ongeveer loodrecht in de kaak staan; met 42 gezonde tanden overeenkomstig de tandenformule. 
Wang: krachtig, goed bespierd.
Ogen: van gemiddelde grootte, noch uitpuilend noch diepliggend. De ideale kleur is donkerbruin. De oogleden goed aanliggend. 
Oren: middelmatig lang, hoog en breed aangezet, glad en zonder draaiing dicht aan het hoofd afhangend, onderaan stomp afgerond. Noch te vlezig noch te fijn. De oren moeten, naar voren gelegd, ongeveer tot de mondhoek reiken. 
Hals: 
Lengte in harmonie met het totaalbeeld en wordt naar de romp toe geleidelijk steeds breder. Nek zeer gespierd en licht gewelfd. Strak aanliggende keelhuid. 
Lichaam: 
Bovenbelijning: recht en licht afhellend. 
Schoft: duidelijk. 
Rug: Vast, goed bespierd. De doornuitsteeksels moeten door het spierstelsel bedekt zijn. 
Lenden: kort, breed, gespierd, recht of licht gewelfd. Overgang van rug naar lenden gespannen en goed gesloten. 
Kruis: breed en lang genoeg, niet kort afvallend en naar de staart toe slechts licht aflopend, goed bespierd. 
Borst: meer diep dan breed met goed ontwikkelde voorborst en zo ver mogelijk naar achter reikend borstbeen. Borstbeen en ellebooggewricht moeten op gelijke hoogte liggen. Ribben goed gewelfd, niet vlak noch tonvormig. Ribben achter goed naar beneden reikend. 
Onderbelijning en buik: in een elegante boog licht opgetrokken naar achter verlopend, droog. 
Staart: 
Hoog aangezet, in de aanzet krachtig, vervolgens geleidelijk dunner wordend, middellang. Voor het gebruik bij de jacht ongeveer tot de helft ingekort. In rust naar beneden hangend, in beweging horizontaal en niet te hoog boven de rugbelijning of sterk gekromd gedragen. (In landen waarvan de wetgever een coupeerverbod voor de staart heeft uitgevaardigd, kan de staart op natuurlijke wijze zo blijven. De niet gecoupeerde staart moet tot het enkelgewricht reiken en recht tot licht sabelvormig worden gedragen.) 
Ledematen: 
Voorhand: 
Algemeen: van voren gezien recht en parallel; van de zijkant gezien goed onder het lichaam staande loop. 
Schouders: scheef en naar achteren vlak aanliggend schouderblad. Krachtige, droge bespiering. Goede hoekingen tussen schouderblad en bovenarm. 
Bovenarm: zo lang mogelijk, goed en droog bespierd. 
Elleboog: aanliggend tegen het lichaam, echter niet er tegen aangedrukt, noch naar buiten noch naar binnen gedraaid, ver naar achter geplaatst. Goede hoekingen tussen bovenarm en onderarm. 
Onderarm: recht, voldoende bespierd, Krachtige, niet grove beenderen. 
Voorvoetwortelgewricht: krachtig. 
Voormiddelvoet: minimale hoeking van onderarm en voormiddelvoet, nooit steil staand. 
Voorvoeten: rond tot lepelvormig, met nauw tegen elkaar liggend, voldoende gewelfde tenen. Krachtige teennagels. Flinke en stevige bal van de voet. Zij steunen parallel, in stand en in beweging noch naar binnen, noch naar buiten gericht. 
Achterhand: 
Algemeen: van achter gezien recht en parallel. Goede hoekingen. Krachtige beenderen. 
Bovendijbeen: lang, breed en gespierd. Goede hoekingen tussen bekken en bovendijbeen. 
Knie: krachtig, met goede hoekingen tussen bovendijbeen en onderbeen. 
Onderbeen: lang, bespierd en pezig. Goede hoekingen tussen onderbeen en achtermiddelvoet.
Spronggewricht: krachtig. 
Achtermiddelvoet: loodrecht staand, krachtig. 
Achtervoeten: rond tot lepelvormig, met nauw tegen elkaar aanliggende, gewelfde tenen. Krachtige teennagels. Flinke en stevige bal van de voet. Zij steunen parallel, in stand en in beweging noch naar binnen, noch naar buiten gericht. 
Gangwerk: 
Ruim uitgrijpend, met veel stuwing (Schub) en overeenstemmende voorwaartse beweging (Vortritt), in voor- en achterhand recht en parallel, daarbij een goed opgeheven houding. Telgang is niet gewenst. 
Huid: Strak aanliggend, zonder plooivorming. 
Haar: kort en dicht, moet stevig en hard aanvoelen. Aan het hoofd en het behang moet het dunner en korter zijn, aan de onderkant van de staart niet opvallend langer. Het hele lichaam moet er door worden bedekt. 
Kleur: 
- bruin, zonder tekening.
- bruin, met geringe witte of gespikkelde tekening op de borst en benen.
- donker bruinschimmel met bruin hoofd, bruine platen of vlekjes.

De grondkleur van een op deze manier getekende hond is niet bruin met wit of wit met bruin, maar het haar toont een zo innige verwevenheid van bruin en wit, dat hieruit het voor het praktische gebruik voor de jacht zo waardevolle, onopvallende uiterlijk ontstaat. 
Aan de binnenkant van de achterbenen zowel als aan de staartpunt is de schakering dikwijls lichter. 
- licht bruinschimmel met bruin hoofd, bruine platen, vlekjes of zonder platen. Bij deze schakering zijn de bruine haren in mindere mate aanwezig, de witte haren overheersen.
- wit, met bruine tekening aan het hoofd, bruine platen of vlekjes.
- zwarte kleur in dezelfde nuance zoals de bruine of bruinschimmelkleur.
- gele gloed is toegestaan.
- wit gevlekte (Bles), gesnipperde en gespikkelde lippen zijn toelaatbaar

Hoogte: 
Schofthoogte: reuen: 62 tot 66 cm, 
teven: 58 tot 63 cm. 
Fouten: Iedere afwijking van de hiervoor genoemde punten moet als fout worden beschouwd, waarvan de waardering in precieze verhouding met de graad van de afwijking moet staan. 
- fouten in de bouw, fouten in het type van het geslacht,
- te korte vang,
- te veel of te weinig lip,
- ontbreken van totaal 2 tanden (P1 en M3), daarom van de in totaal 4 P1 en 2 M3 mogen slechts 2 tanden ontbreken,
- te licht oog, heldergele roofvogelogen,
- te lang, te kort, te zwaar, te smal aangezet of gedraaid behang,
- losse keelhuid,
- lichte karperrug,
- te korte kruis,
- te diepe borst,
- staart te hoog boven de rugbelijning of sterk gekromd gedragen,
- naar buiten of naar binnen gedraaide ellebogen. Tenen te dicht tegen elkaar aan of te wijd uit elkaar, te vlak op of te ver van de bodem staande. (Zeheneng oder zehenweit, bodeneng oder bodenweit).
- steile achterhand,
- lichte hoepelvorm van de benen (Faszbeinigkeit), licht koehakkig (Kuhhessigkeit) of nauwhakkig (Enghessigkeit).

Zware fouten: 
- plompheid, lymfatische lichaamsbouw met grove beenderen,
- uitgesproken stop,
- vleeskleurige of gevlekte neus (behalve bij een witte grondkleur),
- spitse vang, doorgebogen (holronde) neusrug,
- tanggebit alsmede gedeeltelijke tang,

(Bij honden in de leeftijd van meer dan 4 jaar heeft een zogenaamde ouderdomstang geen invloed op de waardering, voor zover een Duitse Korthaar Club bevestigt dat op een voorgaande tentoonstelling een correct gebit is vastgesteld)
- duidelijke karperrug. Lichte ingevallen rug,
- aanzienlijk ontbrekende borstdiepte, Niet ontwikkelde voorborst. Te vlakke of tonvormige borstkorf,
- sterk naar buiten of sterk naar binnen gedraaid ellebooggewricht,
- zwak, te sterk overstrekt voorvoetwortelgewricht,
- steil staande voormiddelvoet,
- sterk koehakkig of sterk e hoepelvorm van de benen, zowel in stand als ook in beweging,
- overbouwde achterhand,
- gespreide tenen,
- vlakke poten,
- plomp gangwerk,
- afwijkingen van meer dan 2 cm van de genoemde schofthoogten.

Uitsluitende fouten: 
- grove afwijkingen van het geslachtstype,
- het ontbreken van meer dan 2 van de totaal 4 P1 en 2 M3. Het ontbreken van een tand of meerdere tanden (behalve P1 en M3).

niet zichtbare tanden gelden als ontbrekende tanden, voor zover niet een Duitse Korthaar Club bevestigt, dat op een voorgaande tentoonstelling de aanwezigheid ervan is vastgesteld. 
- over-en onderbeet, kruisgebit alsmede alle overgangsvormen daarvan,
- boventallige tanden, buiten de tandenrij,
- kaak- en lippenspleet,
- sterk losse oogleden, ectropion, entropion, distichiasis (dubbele wimperrij),
- sterk ingevallen rug, verkromming van de wervelkolom,
- misvormde borstkorf, bijv. << afgezette borst>>,
- wolfstenen en wolfsklauwen
- elke vorm van karakterzwakte.

N.B.: Reuen moeten twee duidelijk normaal ontwikkelde teelballen vertonen, die zich volledig in de balzak bevinden.